# Evangelische Kirche Erkrath

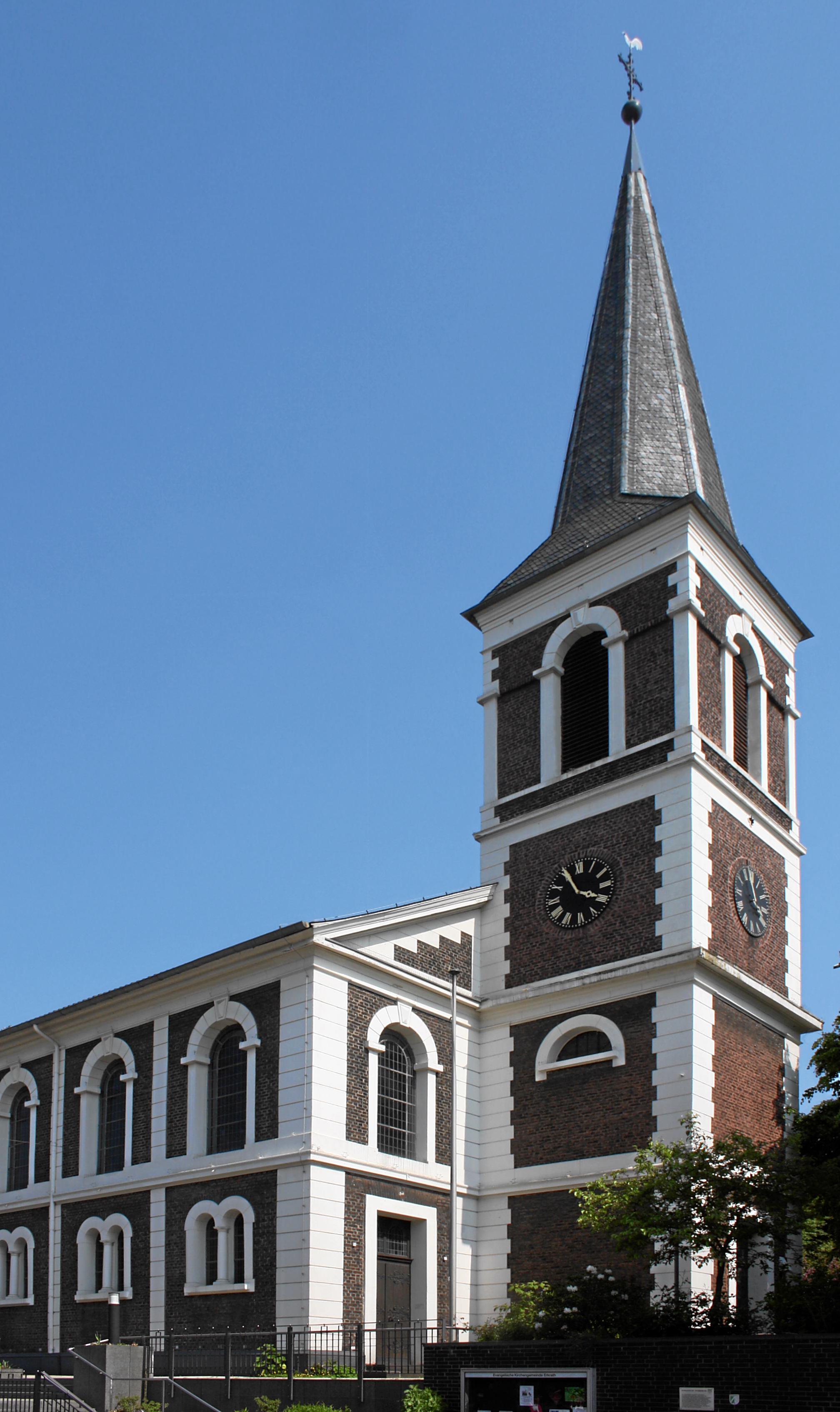

Die Evangelische Kirche Erkrath ist eine für das preußische Rheinland typische reformierte Predigtkirche vom Beginn des 19. Jahrhunderts. Sie ist eine der Gottesdienststätten der Evangelischen Kirchengemeinde Erkrath, die zum Kirchenkreis Düsseldorf-Mettmann der Evangelischen Kirche im Rheinland gehört.

## Gemeindegeschichte
Erkrath hat geschichtlich bedingt eine katholische Tradition. Die Herren von Unterbach hatten das Kollationsrecht und sie sorgten dafür, dass Erkrath auch dann katholisch blieb, als die Reformation im Bergischen Land Fuß fasste (→ Abschnitt bei EKiR). Erst die Besitzerin des Hauses Bavier gestattete den Protestanten, Gottesdienste in ihrem Gutshof abzuhalten, später schenkte sie der 1663 konstituierten reformierten Gemeinde ein Grundstück, um dort eine erste kleine Fachwerkkirche zu errichten. Der erste Gottesdienst wurde dort am 1. November 1685 abgehalten. Der Sprengel reichte damals noch weit über die heutigen Gemeindegrenzen hinaus von Gerresheim bis Hubbelrath und hatte dennoch nur etwa 750 „Seelen“. Da das Kirchengebäude bereits gegen Ende des 18. Jahrhunderts für die wachsende Gemeinde zu klein wurde und auch wegen baulicher Mängel abgetragen werden musste, wurde zwischen 1828 und 1831 etwa 200 Meter westlich der katholischen Kirche St. Johannes der Täufer an der nachmaligen Bahnstraße der heutige Kirchenbau errichtet. Mit königlichem Privileg wurden Kollektenfahrten bis zu den Glaubensgenossen in den Niederlanden durchgeführt, um einen Teil der 4000 Taler betragenden Baukosten aufzubringen.

## Baubeschreibung
Die Kirche wurde möglicherweise nach Vorbildern in Mettmann (Kirche Freiheitstraße) und Elberfeld (Alte reformierte Kirche Elberfeld) gestaltet, so meint es jedenfalls der diese Kirche beschreibende Erkrather Pfarrer und Superintendent Friedrich Wilhelm Bleier. Die Kirche ist geostet und liegt parallel zur Straße etwas erhöht am Hang. Sie ist eine einfache Saalkirche aus Ziegelsteinen mit flacher Decke und klassizistisch anmutenden doppelreihigen Rundbogenfenstern, die ebenso wie die Mauerecken mit geweißten verputzten Steinen hervorgehoben werden, konzipiert. Vor der Abschlusswand im Osten steht der einfache Altartisch. Hinter ihm schmückt als einziges ein großes Kreuz die Kirche. Über ihm ragt mittig auf zwei Säulen gestützt die dominierende Kanzel in einer Höhe, dass auch die Besucher auf den beiden Seitenemporen den Prediger gut im Blickfeld haben und dieser sie. Die Kanzel ist über die hinter der Altarwand liegende Sakristei, die durch zwei Türen vom Kirchenraum aus erreicht wird, und über eine dortige Treppe zugänglich. Sie wird heute nicht mehr benutzt; stattdessen wird von einem Lesepult aus gepredigt. Auf der gegenüberliegenden Empore ist Platz für die Orgel und den Kirchenchor. Diese Orgel mit 16 klingenden Stimmen, bei den ursprünglichen reformierten Kirchen nicht üblich, wurde 1844 von der Orgelbaufirma Johann Friedrich Schulze in Paulinzella erbaut. Die aktuelle Orgel, die ein Instrument von 1929 ersetzt, wurde am ersten Advent 1979 in Dienst gestellt. Sie ist das letzte Werk des Schwelmer Orgelbaus. Die damaligen Kirchenbänke aus dem wertvollen Eichenholz stammten als Schenkung aus dem Königlichen Benrather Forst. Heute hat die Kirche Bestuhlung. 
Der vorgesetzte Turm mit dem Eingang war mit einer stumpfen Haube abgeschlossen. Als man sich aufgrund von Spenden anlässlich des 200-jährigen Bestehens der Gemeinde 1885/86 drei Glocken anschaffen konnte, wurde das Turmdach durch die heutige Spitzhaube ersetzt. Die beiden größeren Glocken mussten im Zweiten Weltkrieg abgeliefert werden. Sie wurden 1954 durch zwei neue Bronzeglocken ersetzt.
Das Gebäude wurde zuletzt Mitte der 1990er Jahre grundlegend innen und außen renoviert.
Reformierte Kirchen hatten traditionell auch keinen Namen. Versuche in neuerer Zeit, einen Namen für die Kirche zu finden, führten zu keinem Ergebnis.

## Pfarrer
- Karl Keller